# 繁口阿匍鰕虎魚
繁口阿匍鰕虎魚（学名：Aboma etheostoma）为阿匍鰕虎屬的唯一物种，屬鰕虎目背眼鰕虎科，為熱帶海水魚，分布於中太平洋東部墨西哥南部至巴拿馬海域，體長可達3.4公分，棲息在沙泥底質潮間帶底層水域，生活習性不明。

## 扩展阅读
- 維基物種上的相關：阿匍鰕虎屬
- 維基物種上的相關：繁口阿匍鰕虎魚